# Sportlaan (stacja metra)
Sportlaan – stacja metra w Amsterdamie, a właściwie przystanek szybkiego tramwaju, położona na linii 51 (pomarańczowej). Została otwarta 1 grudnia 1990. Znajduje się w Amstelveen, w pobliżu Sportlaan na Beneluxbaan i znajduje się w odległości krótkiego spaceru od centrum handlowego Groenhof w dzielnicy Groenelaan.